# Ústní ústrojí

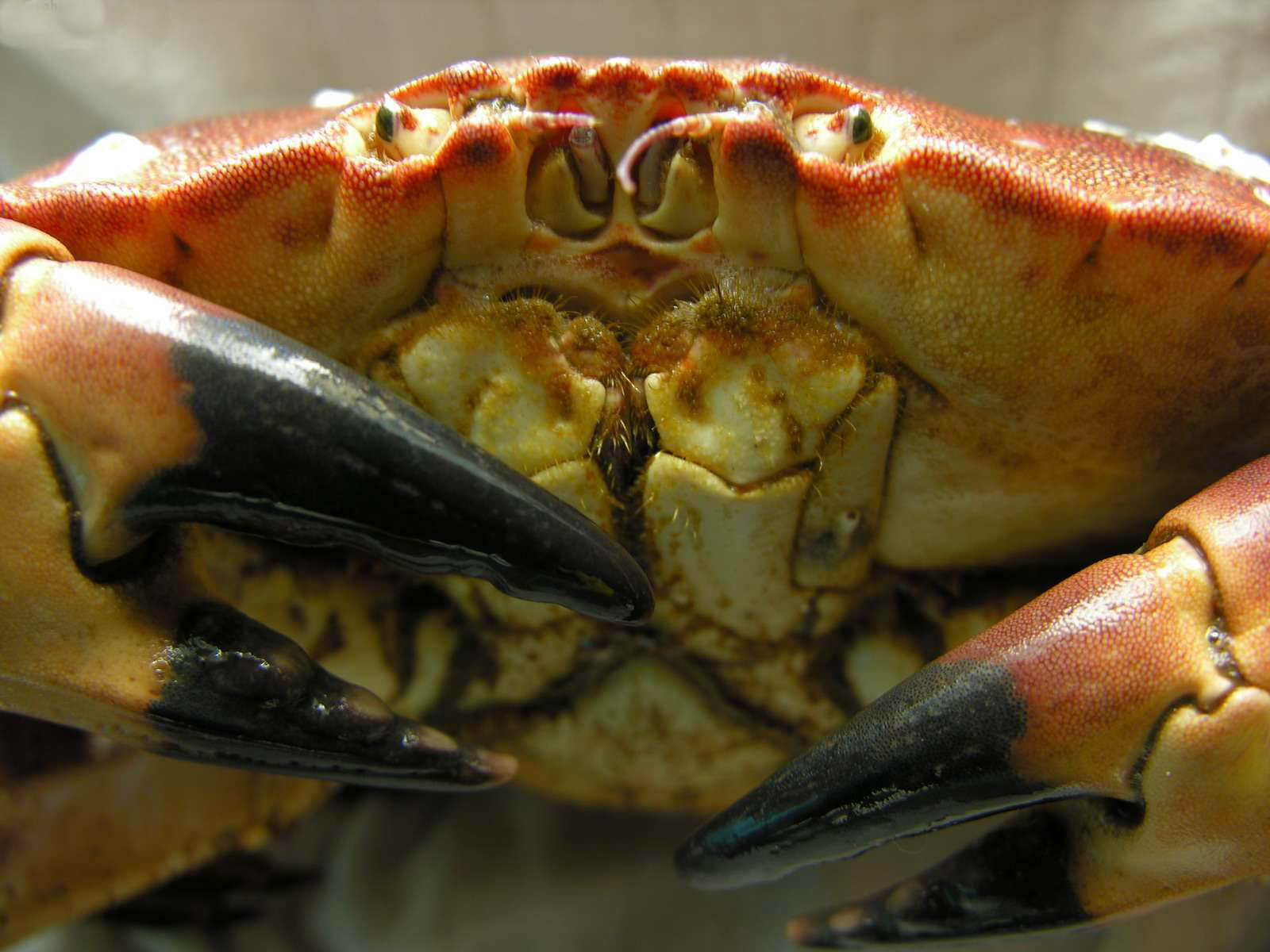
Ústní ústrojí kraba

Ústní ústrojí je ústrojí, které mají členovci u ústní dutiny a které slouží k přijímání potravy. V podstatě se jedná o přeměněné párové končetiny respektive hlavové přívěsky tří ústních článků. Jednotlivé rody (zpravidla však čeledi) mají stejný typ ústního ústrojí, u hmyzu s proměnou dokonalou může být rozdílné ústní ústrojí v larválním stadiu a u dospělce.

## Části ústního ústrojí
Ústní ústrojí vzniklo přeměnou hlavových přívěsků, ty ovšem nebyly u všech členovců stejné, proto u mnoho druhů nemá všechny zde zmiňované části u některých se vyvinuly i jiné specifické části. Přesto lze tvrdit, že ústní ústrojí je v drtivé většině případů složeno z jednoho páru kusadel (mandibuly) a dvou párů čelistí (maxilly). Z tohoto základního schématu lze vyjmout především pavoukovce, kteří mají jeden pár makadel (padipalpy) a jeden klepítek (chelicery). Jednotlivé typy ústního ústrojí pak mají různé odchylky, kdy v něm není některá část zapojena, anebo naopak je do něj zapojena jiná část (nejčastěji pysk, nebo patro).

## Typy ústních ústrojí

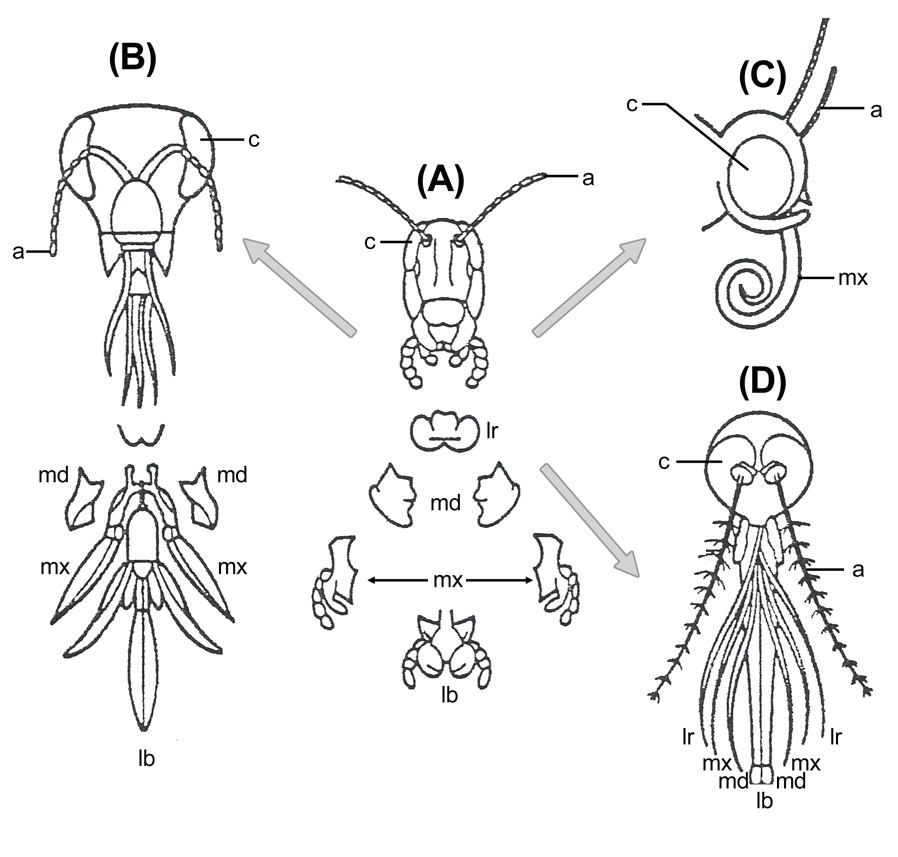
Vývoj ústního ústrojí

Za základní ústní ústrojí je považováno ústní ústrojí kousací, které se vyvinulo jako první a bylo u všech členovců, ostatní typy vznikly jako reakce na přechod druhu na jinou potravu. Kousací ústní ústrojí umožňuje zpracovávat potravu okusováním, tzn. že členovci, kteří mají takové ústní ústrojí se mohou živit jak rostlinnou tak živočišnou potravou. Tento typ je nejrozšířenější a lze se s ním setkat u např. u brouků, švábů, mravenců atp.
Další ústní ústrojí rozlišujeme, podle přizpůsobení ústních orgánů – ty mohou být lízací, sací a bodací. Od toho se vyvinulo ústní ústrojí sací, které nalezneme u motýlů a ústní ústrojí lízací, které má spojené čelisti a spodní pysk. Jeho představiteli jsou včely a čmeláci.
Kombinací bodavých orgánů s orgány lízacími a sacími vznikla ústní ústrojí lízavě sací a bodavě sací,
 přičemž bodavě sací ústní ústrojí má několik typů; zjednodušeně lze říci, že jeho poznávacím znakem je sosák. Jedná se o přeměněné kousací ústrojí, které je u různých řádů různě uzpůsobeno. Příkladem výskytu jsou komáři, mšice a mouchy.